# Phalaenopsis fimbriata
Espèce
Phalaenopsis fimbriata est une espèce d'orchidées du genre Phalaenopsis.